# Franciszek Kobryńczuk
Franciszek Kobryńczuk (ur. 13 listopada 1929 w Długich Grzymkach, powiat Sokołów Podlaski, zm. 29 lipca 2016) – polski lekarz weterynarii, profesor nauk weterynaryjnych, specjalista anatomii zwierząt.

## Życiorys
Ukończył Liceum Ogólnokształcące w Sterdyni. Był absolwentem weterynarii na Wydziale Weterynaryjnym Szkoły Głównej Gospodarstwa Wiejskiego w Warszawie. W 1962 rozpoczął pracę w Katedrze Anatomii Zwierząt kierowanej przez profesora Kazimierza Krysiaka. W latach 1994–2000 sprawował funkcję kierownika tej Katedry. W swej karierze anatoma weterynaryjnego zajmował się głównie anatomią żubra i na tym polu odniósł największe sukcesy, z tej tematyki uzyskał doktorat, habilitację i profesurę. Opublikował około 70 prac poświęconych anatomii zwierząt. Na dużą uwagę zasługuje między innymi praca zbiorowa dotycząca budowy anatomicznej czaszki żubra opublikowana w Annales Zoologici Fennici. Oprócz rozpraw i monografii opublikował około 200 artykułów popularnonaukowych.
W latach 1948–1950 należał do tajnej młodzieżowej organizacji niepodległościowej związanej z podziemiem poakowskim. Z tego tytułu został skazany na wyrok długoletniego więzienia, który to wyrok odbywał w latach 1950–1955. Po obaleniu reżimu komunistycznego wyrok został unieważniony przez sąd.
Jako bajkopisarz i autor wierszy dla dzieci zadebiutował w pisemku dla najmłodszych „Miś” w 1958 roku wierszykiem Sowa. Przez następne lata współpracował również ze „Świerszczykiem”, „Płomyczkiem”, „Płomykiem”, „Małym Apostołem”. Napisał słowa czterech piosenek dla dzieci.
Napisał blisko 30 książek dla dzieci, młodzieży i dorosłych, między innymi: 
- Białowieski skrzat królewski (1999)
- Nad kołyską skrzatów (2004)
- Monieckie baśnie (2005, 2006 i 2008 – przekład na język hiszpański)
- Zabłudowskie baśnie (2006)
- Nadbiebrzańskie robaczki (2007)
- Dębowe opowieści (2007)
- O pięknej Oksanie i jej rycerzu (2008)
- Jesienny poemat (2006)
- Pieśń o Matce Bożej Kodeńskiej (2007)
- Powroty do gniazda (2008)

Był członkiem Związku Literatów Polskich.
Zmarł 29 lipca 2016,, pochowany został 1 sierpnia 2016 roku na cmentarzu w Ceranowie.

## Odnośniki do stron z twórczością prof. Kobryńczuka
- Zbiór wierszy Rysowanie żubra na stronie zubry.com
- www.fk-wiersze.webpark.pl
- ewa.bicom.pl